# 季麟連
季麟連（1947年12月18日—），中華民國海軍陸戰隊二級上將，生於大連市，1歲時遷居南京市，2歲時遷居海南島，3歲時定居於臺南市水交社，籍貫浙江省杭州市，臺語流利，畢業於臺南一中、陸軍官校38期，現任國防院戰略諮委、中國國民黨黃復興黨部主委，曾任海陸兩棲蛙人營長、陸戰特勤隊首任隊長、東沙島守區指揮官、海軍陸戰隊66師654團長、海軍陸戰隊66師長、三軍聯訓基地指揮官、海軍總司令部副參謀長、海軍陸戰隊司令、參謀本部聯準室主任、聯勤司令、總統府戰略顧問與中央軍校校友總會理事長等職，與陳邦治及陳國祥為中華民國海軍陸戰隊隊史上三位二級上將。在過去曾因替民進黨立委李文忠助選而受國民黨立委洪秀柱質疑，並遭國防部長李天羽記過處分。因深受民進黨器重，而自蔡政府推動國防院成立時受禮遇獲聘為戰略諮委，也因深受國民黨器重，而獲聘出任黃復興黨部主委，打破過去只有陸軍能夠出任國民黨黨職的紀錄，是第一位海軍陸戰隊出身的黃復興黨部主委。

## 榮譽
- 於1985年當選該年度國軍莒光楷模。
- 三星忠勤勳章[14]

## 政治活動

### 替民進黨助選而遭記過
在2008年中華民國立法委員選舉時，受邀參與民主進步黨立委候選人李文忠餐會，並且以現役軍人身分上臺為李發言輔選，違反「行政中立」規定，被國防部長李天羽記過兩次處分。

### 阻止退役將領黨員參與大陸黃埔軍校紀念活動
對於退伍軍人社團號召500名黃埔校友，赴陸參加黃埔軍校99周年活動；國民黨黃復興黨部主委季麟連亦發出聲明表示「期期不可」；並強調現應團結以「下架民進黨」為鵠的；以慰先聖、先賢、黃埔師長、國軍英烈。

### 參加統促黨活動
2022年12月21日，因代表國民黨黃復興黨部參加統促黨舉辦的「歡慶中國共產黨11屆三中全會44週年」，和統促黨總裁白狼張安樂等同唱「紅歌」，出席共產黨活動被安排坐貴賓桌，現場高掛中共五星旗，引發全國輿論抨擊。

## 腳注
1. 1 2  （1996年舊名「聯合作戰暨督察部」，2002年更名為「聯合作戰訓練暨準則發展室」，2013年更名為「國防部參謀本部訓練參謀次長室」[5][4]）